# Funa Tonakiová
Funa Tonakiová (* 1. srpna 1995 Sagamihara) je japonská zápasnice – judistka.

## Sportovní kariéra
S judem začínala na základní škole Aihara v rodné Sagamihaře v 12 letech, když se předtím věnovala několik let karate. Po skončení střední internátní školy Šútoku v Tokiu v roce 2014 byla přijata na univerzitu Teikjó. Vrcholově se připravuje v profesionálním judistickém týmu společnosti Park24 (P24) pod vedením Hidehiko Jošidy a jeho asistentů (Rjúdži Sonoda). V japonské ženské reprezentaci se pohybuje od roku 2015 v superlehké váze do 48 kg.

### Vítězství na turnajích
- 2015 – 1x světový pohár (Čching-tao)
- 2016 – 1x světový pohár (Ťumeň)
- 2017 – 1x světový pohár (Düsseldorf), turnaj mistrů (Petrohrad)

## Výsledky
| Olympijské hry    |    | —  |    |    |  |  |  |  |  |  |  |  |  |  |  |  |  |  |  |  |  |
| Mistrovství světa | —  |    | 1. | 2. |  |  |  |  |  |  |  |  |  |  |  |  |  |  |  |  |  |
| Asijské hry       |    |    |    | —  |  |  |  |  |  |  |  |  |  |  |  |  |  |  |  |  |  |
| Mistrovství Asie  | —  | 3. | 5. |    |  |  |  |  |  |  |  |  |  |  |  |  |  |  |  |  |  |
| Univerziáda       | 3. |    | —  |    |  |  |  |  |  |  |  |  |  |  |  |  |  |  |  |  |  |
| MS juniorů        | 1. |    |    |    |  |  |  |  |  |  |  |  |  |  |  |  |  |  |  |  |  |